# Atelognathus patagonicus
Atelognathus patagonicus är en groddjursart som först beskrevs av José María Alfono Félix Gallardo 1962.  Atelognathus patagonicus ingår i släktet Atelognathus och familjen Ceratophryidae. IUCN kategoriserar arten globalt som starkt hotad. Inga underarter finns listade.